# Comuna Sâncel, Alba
Sâncel (în maghiară: Szancsal, în germană: Simtschal) este o comună în județul Alba, Transilvania, România, formată din satele Iclod, Pănade și Sâncel (reședința).

## Demografie
Componența etnică a comunei Sâncel
     Români (80,98%)
     Romi (7,67%)
     Alte etnii (0,35%)
     Necunoscută (11%)
Componența confesională a comunei Sâncel
     Ortodocși (80,75%)
     Greco-catolici (2,57%)
     Penticostali (1,06%)
     Alte religii (3,68%)
     Necunoscută (11,93%)
Conform recensământului efectuat în 2021, populația comunei Sâncel se ridică la 2.255 de locuitori, în scădere față de recensământul anterior din 2011, când fuseseră înregistrați 2.411 locuitori. Majoritatea locuitorilor sunt români (80,98%), cu o minoritate de romi (7,67%), iar pentru 11% nu se cunoaște apartenența etnică. Din punct de vedere confesional, majoritatea locuitorilor sunt ortodocși (80,75%), cu minorități de greco-catolici (2,57%), penticostali (1,06%) și altele (2,35%), iar pentru 11,93% nu se cunoaște apartenența confesională.

## Politică și administrație
Comuna Sâncel este administrată de un primar și un consiliu local compus din 11 consilieri. Primarul, Darius-Alexandru Cipariu[*], de la Partidul Social Democrat, este în funcție din 1 noiembrie 2024. Începând cu alegerile locale din 2024, consiliul local are următoarea componență pe partide politice:
|  | Partid                          | Consilieri | Componența Consiliului | Componența Consiliului | Componența Consiliului | Componența Consiliului | Componența Consiliului | Componența Consiliului |
|  | ------------------------------- | ---------- | ---------------------- | ---------------------- | ---------------------- | ---------------------- | ---------------------- | ---------------------- |
|  | Partidul Social Democrat        | 6          |                        |                        |                        |                        |                        |                        |
|  | Partidul Național Liberal       | 3          |                        |                        |                        |                        |                        |                        |
|  | Alianța pentru Unirea Românilor | 2          |                        |                        |                        |                        |                        |                        |

## Atracții turistice
- Rezervația naturală "Tăul Pănăzii", satul Pănade
- Casa memorială "Timotei Cipariu" din satul Pănade
- Muzeul etnografic din satul Sâncel
- Monumentul Eroilor, Pănade
- Monumentul Eroilor, Sâncel
- Izvoare de apă sărată din satul Iclod

## Personalități născute aici
- Vasile Bărbat (1925 - 1963), istoric.